# Africallagma sapphirinum
Africallagma sapphirinum – gatunek ważki z rodziny łątkowatych (Coenagrionidae). Występuje w RPA i Lesotho.
Imago lata od grudnia do końca kwietnia. Długość ciała 26–28 mm. Długość tylnego skrzydła 13,5–15 mm.